# Castellavazzo
Castellavazzo är en ort och frazione i kommunen Longarone i provinsen Belluno i regionen Veneto i Italien. 
Castellavazzo upphörde som kommun den 22 februari 2014 och bildade med den tidigare kommunen Longarone en ny kommunen med namnet Longarone. Den tidigare kommunen hade 1 598 invånare (2013).